# Авдеева (деревня)
Авдеева — деревня в Октябрьском районе Курской области России. Входит в состав Большедолженковского сельсовета.

## География
Деревня находится в центральной части Курской области, в пределах Среднерусской возвышенности, в лесостепной зоне, на правом берегу реки Рогозны, на расстоянии примерно 8 километров (по прямой) к северо-западу от Прямицына, административного центра района. Абсолютная высота — 156 метров над уровнем моря.

### Климат
Климат характеризуется как умеренно континентальный, с тёплым летом и умеренно холодной зимой. Среднегодовая температура воздуха — 5,7 °С. Средняя температура воздуха самого тёплого месяца (июля) — 18,7 °C (абсолютный максимум — 37 °С); самого холодного (января) — −9,3 °C (абсолютный минимум — −38 °С). Безморозный период длится около 152 дней в году. Среднегодовое количество атмосферных осадков составляет 563 мм, из которых большая часть выпадает в тёплый период. Снежный покров держится в течение 110—120 дней.

### Часовой пояс
Деревня Авдеева, как и вся Курская область, находится в часовой зоне МСК (московское время). Смещение применяемого времени относительно UTC составляет +3:00.

## История
Рядом с деревней Авдеевой находится названная её именем Авдеевская стоянка  ‒ археологический памятник верхнего палеолита, культурный слой которой датируется 22-21 тыс. лет назад. В 1941 году сотрудник Курского краеведческого музея Владимир Самсонов выехал на место находки крупного бивня мамонта, обнаруженного колхозным бригадиром. Стоянка была названа по ближайшей к ней деревне. Исследовалась М. В. Воеводским и М. Д. Гвоздовер в 1946–1948 гг., А. Н. Рогачёвым и М. Д. Гвоздовер в 1949 году, Гвоздовер и Г. П. Григорьевым в 1972–1996, Е. П. Булочниковой и Г. П. Григорьевым в 1997–2002 годах. Открыты две жилые площадки с очагами в центральной части, окружёнными «спальными землянками» (индивидуальными сооружениями для ночлега) и ямами-хранилищами; большое количество поделок из мамонтового бивня или мягкого камня ‒ мергеля или песчаника: антропоморфные (т.н. «палеолитические Венеры») и зооморфные скульптуры, украшения, пряжки, орнаментированные орудия. 
Наиболее раннее упоминание деревни Авдеевой содержится в курской отказной книге: 28 декабря 7141 (1633) года Афанасию Дементьеву сыну Волобуеву, Кузьме Авдееву и Афанасию Сафонову детям Умрихиным и Третьяку Богданову сыну Ефремову было отказано (пожаловано) поместье Матвея Асеева, которое осталось за дачей Кондратия Асеева, которой владели Богдан Ефремов, Денис и Иван Авдеевы, Иван Сохин и Сергей Рожнов в деревне Авдеевой Курицкого стана Курского уезда.
В 1795 году по данным ревизских сказок в деревне Авдеевой что на Рогозне Курской округи было 11 дворов однодворцев, среди которых Рашковы (10 дворов), Авдеевы (1 двор).  
В 1811 году в деревне проживали Рашковы, Авдеевы, Драчевы, Быкановы.
В 1834 году в деревне Авдеевой (Рашковой тож) проживали 28 семей (87 мужчин и 98 женщин). 

## Население
| 2002 | 2010 |
| ---- | ---- |
| 145  | ↘122 |

### Половой состав
По данным Всероссийской переписи населения 2010 года в половой структуре населения мужчины составляли 41,8 %, женщины — соответственно 58,2 %.

### Национальный состав
Согласно результатам переписи 2002 года, в национальной структуре населения русские составляли 99 %.

## Инфраструктура
Личное подсобное хозяйство. В деревне 96 домов.

## Достопримечательности
- Авдеевская стоянка

## Транспорт
Авдеева находится в 18 км от автодороги федерального значения М2 «Крым» (часть европейского маршрута E 105), в 3,5 км от автодороги регионального значения 38К-017 (Курск — Льгов — Рыльск — граница с Украиной), в 4 км от автодороги межмуниципального значения 38Н-073 (Дьяконово — Старково — Соколовка), на автодороге 38Н-074 (38Н-073 — Большое Долженково ч/з д. Авдеева), в 6 км от ближайшего ж/д остановочного пункта 433 км (линия Льгов I — Курск).
В 127 км от аэропорта имени В. Г. Шухова (недалеко от Белгорода).